# Stazione di Fukuma

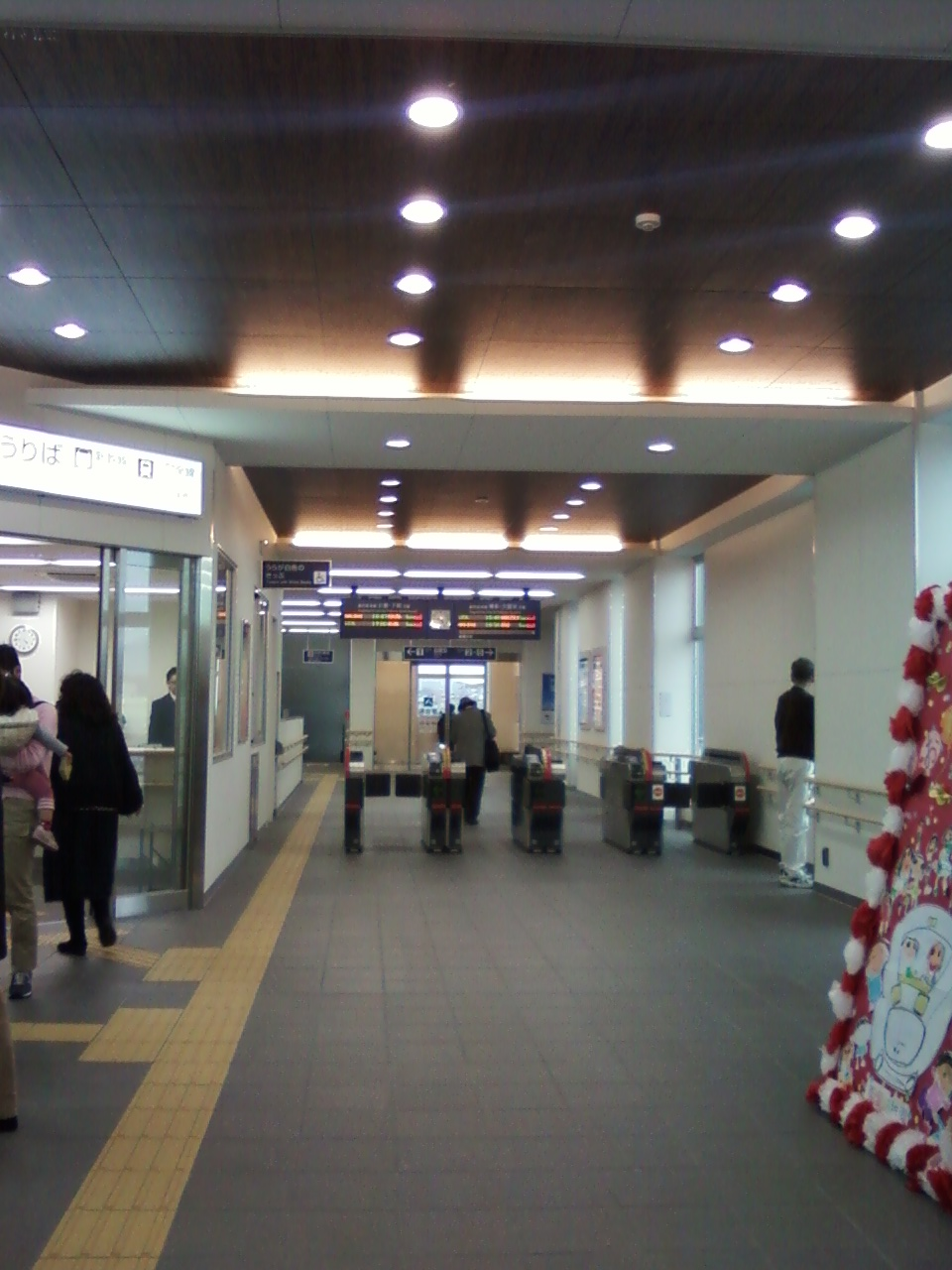
Il mezzanino della stazione

La stazione di Fukuma (福間駅?, Fukuma-eki) è una stazione ferroviaria situata nella città di Fukutsu, nella prefettura di Fukuoka in Giappone. La stazione è servita dalla linea principale Kagoshima  della JR Kyushu.

## Linee e servizi ferroviari
JR Kyushu
■ Linea principale Kagoshima

## Struttura
La stazione è costituita da due marciapiedi a isola e uno laterale con cinque binari passanti. I marciapiedi sono collegati al fabbricato viaggiatori, posto sopra il piano del ferro, da scale fisse e ascensori. 
| 1   | ■ Linea principale Kagoshima |                                  | per Orio, Kurosaki, Kokura e Mojikō |  |
| 2-3 | ■ Linea principale Kagoshima |                                  | per Orio, Kurosaki, Kokura e Mojikō |  |
| 2-3 | ■ Linea principale Kagoshima | per Kashii, Hakata, Tosu e Ōmuta |                                     |  |
| 4-5 | ■ Linea principale Kagoshima |                                  | per Kashii, Hakata, Tosu e Ōmuta    |  |

## Stazioni adiacenti
| «                          | Servizio                   | »                          |
| Linea principale Kagoshima | Linea principale Kagoshima | Linea principale Kagoshima |
| -------------------------- | -------------------------- | -------------------------- |
| Higashi-Fukuma             | Locale                     | Chidori                    |
| Higashi-Fukuma             | Rapido1                    | Koga                       |
| Tōgō                       | Rapido2                    | Koga                       |
| Tōgō                       | Semirapido                 | Koga                       |

- 1: Rapido nella sezione Kokura - Fukuma
- 2: Tutti gli altri rapidi